# Bautastein von Tveit
Der Bautastein von Tveit ist ein Menhir im Fylke Rogaland in Norwegen. Er steht nur 2,0 Meter von der Straße entfernt, auf einem Hügel mit Blick über das Dorf Årdal in der Kommune Hjelmeland.
Der Bautastein von Tveit ist einer von 258 Steinen in Rogaland. Er hat eine robuste, verwitterte und schroffe Oberfläche. Er ist etwa 1,7 Meter hoch, etwa 50 cm breit und an der Basis etwas schmaler.